# Нуржаубаев, Мухыш
Мухыш Нуржаубаев (1892 год — 1970 год) — коневод, старший табунщик колхоза имени Кирова Аральского района Кзыл-Ординской области, Казахская ССР. Герой Социалистического Труда (1948).

## Биография
Родился в 1892 году в бедной казахской семье. С 1931 по 1937 года работал в колхозе имени Исаева, с 1937 по 1950 года — старший табунщик в колхозе имени Кирова Аральского района и с 1950 по 1955 года — табунщик, заведующий фермой в совхозе имени Абая (позднее — совхоз «Каракум»).
В 1947 году вырастил 54 жеребят от 54 кобыл. В 1948 году удостоен звания Героя Социалистического Труда «за получение высокой продуктивности животноводства в 1947 году при выполнении колхозом обязательных поставок сельскохозяйственных продуктов и плана развития животноводства».
В 1958 году вышел на пенсию.
Награды
- Герой Социалистического Труда — указом Президиума Верховного Совета СССР от 23 июля 1948 года
- Орден Ленина